# Station Sunningdale
Sunningdale is een spoorwegstation van National Rail in Broomhall, Windsor and Maidenhead in Engeland. Het station is eigendom van Network Rail en wordt beheerd door South Western Railway. Het station is geopend in 1995.